# Fédération islandaise de basket-ball
Pour les articles homonymes, voir KKI.
La Fédération islandaise de basket-ball (en islandais : Körfuknattleikssamband Íslands, KKÍ) est une association, fondée le 29 janvier 1961, chargée d'organiser, de diriger et de développer le basket-ball en Islande.
Elle représente le basket-ball auprès des pouvoirs publics ainsi qu'auprès des organismes sportifs nationaux et internationaux et, à ce titre, l'Islande dans les compétitions internationales. Elle défend également les intérêts moraux et matériels du basket-ball islandais. Elle est affiliée à la FIBA depuis 1947, ainsi qu'à la FIBA Europe.
Elle organise également le championnat national.

## Palmarès équipes nationales
- 1988 : 1re place de la Promotion cup européenne masculine
- 1990 : 1re place de la Promotion cup européenne masculine
- 1994 : 3e place de la Promotion cup européenne masculine
- 1996 : 1re place de la Promotion cup européenne féminine
- 1999 : 1re place de la Promotion cup européenne masculine junior
- 2002 : 2e place de la Promotion cup européenne féminine
- 2002 : 1re place de la Promotion cup européenne féminine cadettes
- 2004 : 1re place de la Promotion cup européenne féminine
- 2006 : 1re place du championnat d’Europe des 16 ans et moins féminine division C